# НХЛ у сезоні 1944—1945
НХЛ у сезоні 1944/1945 — 28-й регулярний чемпіонат НХЛ. Сезон стартував 28 жовтня 1944. Закінчився фінальним матчем Кубка Стенлі 22 квітня 1945 між Торонто Мейпл-Ліфс та Детройт Ред-Вінгс перемогою «Мейпл-Ліфс» 2:1 в матчі та 4:3 в серії. Це п'ята перемога в Кубку Стенлі Торонто.

## Підсумкова турнірна таблиця
| # | Команда            | І  | В  | П  | Н  | ШЗ  | ШП  | Очки |
| - | ------------------ | -- | -- | -- | -- | --- | --- | ---- |
| 1 | Монреаль Канадієнс | 50 | 38 | 8  | 4  | 228 | 121 | 80   |
| 2 | Детройт Ред-Вінгс  | 50 | 31 | 14 | 5  | 218 | 161 | 67   |
| 3 | Торонто Мейпл-Ліфс | 50 | 24 | 22 | 4  | 183 | 161 | 52   |
| 4 | Бостон Брюїнс      | 50 | 16 | 30 | 4  | 179 | 219 | 36   |
| 5 | Чикаго Блек Гокс   | 50 | 13 | 30 | 7  | 141 | 194 | 33   |
| 6 | Нью-Йорк Рейнджерс | 50 | 11 | 29 | 10 | 154 | 247 | 32   |

## Найкращі бомбардири
| Гравець          | Команда            | І  | Г  | П  | О  | ШХ |
| ---------------- | ------------------ | -- | -- | -- | -- | -- |
| Елмер Лак        | Монреаль Канадієнс | 50 | 26 | 54 | 80 | 37 |
| Моріс Рішар      | Монреаль Канадієнс | 50 | 50 | 23 | 73 | 46 |
| Тоу Гектор Блейк | Монреаль Канадієнс | 49 | 29 | 38 | 67 | 25 |
| Білл Коулі       | Бостон Брюїнс      | 49 | 25 | 40 | 65 | 12 |
| Тед Кеннеді      | Торонто Мейпл-Ліфс | 49 | 29 | 25 | 54 | 14 |
| Білл Мосієнко    | Чикаго Блек Гокс   | 50 | 28 | 26 | 54 | 0  |
| Джо Карвет       | Детройт Ред-Вінгс  | 50 | 26 | 28 | 54 | 6  |
| Еб Де Марко      | Нью-Йорк Рейнджерс | 50 | 24 | 30 | 54 | 10 |
| Клінт Сміт       | Чикаго Блек Гокс   | 50 | 23 | 31 | 54 | 0  |

## Плей-оф

### Півфінали
| - 20 березня. Торонто - Монреаль 1:0 - 22 березня. Торонто - Монреаль 3:2 - 24 березня. Монреаль - Торонто 4:1 - 27 березня. Монреаль - Торонто 3:4 ОТ - 29 березня. Торонто - Монреаль 3:10 - 31 березня. Монреаль - Торонто 2:3 Серія: Торонто - Монреаль 4-2 | - 20 березня. Бостон - Детройт 4:3 - 22 березня. Бостон - Детройт 4:2 - 24 березня. Детройт - Бостон 3:2 - 27 березня. Детройт - Бостон 3:2 - 29 березня. Бостон - Детройт 2:3 ОТ - 1 квітня. Детройт - Бостон 3:5 - 3 квітня. Бостон - Детройт 3:5 Серія: Детройт - Бостон 4-3 |

### Фінал
- 6 квітня. Торонто - Детройт 1:0
- 8 квітня. Торонто - Детройт 2:0
- 12 квітня. Детройт - Торонто 0:1
- 14 квітня. Детройт - Торонто 5:3
- 19 квітня. Торонто - Детройт 0:2
- 21 квітня. Детройт - Торонто 1:0 ОТ
- 22 квітня. Торонто - Детройт 2:1

Серія: Торонто - Детройт 4-3
Найкращий бомбардир плей-оф
| Гравець    | Клуб    | І  | Г | П | О  |
| ---------- | ------- | -- | - | - | -- |
| Джо Карвет | Детройт | 14 | 5 | 6 | 11 |

## Призи та нагороди сезону
| Нагороди                 | Гравець       | Команда            |
| ------------------------ | ------------- | ------------------ |
| Пам'ятний трофей Колдера | Френк Маккул  | Торонто Мейпл-Ліфс |
| Пам'ятний трофей Гарта   | Елмер Лак     | Монреаль Канадієнс |
| Приз Леді Бінг           | Білл Мосієнко | Чикаго Блек Гокс   |
| Трофей Везини            | Білл Дернан   | Монреаль Канадієнс |

| Нагорода               | Клуб               |
| ---------------------- | ------------------ |
| Приз принца Уельського | Монреаль Канадієнс |
| Приз О'Брайна          | Детройт Ред-Вінгс  |
| Кубок Стенлі           | Торонто Мейпл-Ліфс |

## Команда всіх зірок
| Перша команда                        | Позиція              | Друга команда                   |
| ------------------------------------ | -------------------- | ------------------------------- |
| Білл Дернан, Монреаль Канадієнс      | Воротар              | Майк Каракас, Чикаго Блек Гокс  |
| Еміль Бушар, Монреаль Канадієнс      | Захисник             | Глен Гермон, Монреаль Канадієнс |
| Флеш Голлет, Детройт Ред-Вінгс       | Захисник             | Бейб Пратт, Торонто Мейпл-Ліфс  |
| Елмер Лак, Монреаль Канадієнс        | Центральний нападник | Білл Коулі, Бостон Брюїнс       |
| Моріс Рішар, Монреаль Канадієнс      | Правий нападник      | Білл Мосієнко, Чикаго Блек Гокс |
| Тоу Гектор Блейк, Монреаль Канадієнс | Лівий нападник       | Сід Гоу, Детройт Ред-Вінгс      |
| Дік Ірвін, Монреаль Канадієнс        | Тренер               | Джек Адамс, Детройт Ред-Вінгс   |